# Tom Coster
Tom Coster, ameriški klaviaturist in skladatelj, * 21. avgust 1941, Detroit, Michigan, ZDA.
Coster je ameriški klaviaturist in skladatelj. Najbolj je znan po svojem sodelovanju v skupini Santana.

## Biografija

### Zgodnja leta
Coster se je rodil v Detroitu, odraščal pa je v San Franciscu. Že v mladih letih je Coster igral klavir in harmoniko. S študijem glasbe je nadaljeval na kolidžu, nato pa je kot glasbenik pet let služboval v glasbeni skupini Vojnega letalstva ZDA.

### Kariera
Coster je kot izvajalec ali komponist sodeloval s številnimi glasbenimi skupinami in izvajalci kot so The Loading Zone, Gábor Szabó, Carlos Santana, Santana, Billy Cobham, Third Eye Blind, Coryell/Coster/Smith, Claudio Baglioni, Stu Hamm, Boz Scaggs, Zucchero in Bobby Holiday, Joe Satriani, Frank Gambale in Vital Information. Coster je prav tako posnel nekaj solističnih jazz fusion plošč pri založbah Fantasy, Headfirst in JVC.
Najbolj znane Costerjeve kompozicije so "Europa (Earth's Cry Heaven's Smile)", "Flor D'Luna (Moonflower)" in "Dance, Sister, Dance (Baila Mi Hermana)", ki jih je izvedla skupina Santana ter "The Perfect Date", ki jo je izvedla skupina Vital Information.

## Zasebno življenje
Costerjev sin, Tom, se je rodil leta 1966 in je prav tako klaviaturist in skladatelj.

## Diskografija

### Solo
- T.C. (Fantasy, 1981)
- Ivory Expeditions (Fantasy, 1983)
- Did Jah Miss Me?!? (Headfirst/JVC, 1989)
- From Me to You (Headfirst/JVC, 1990)
- Gotcha (JVC, 1992)
- Let's Set the Record Straight (JVC, 1993)
- The Forbidden Zone (JVC, 1994)
- Interstate '76 Soundtrack (w/Bullmark) (Activision, 1996)
- From the Street (JVC, 1996)

### Santana
- Caravanserai (1972)
- Welcome (1973)
- Lotus (1974)
- Borboletta (1974)
- Amigos (1976)
- Festival (1977)
- Moonflower (1977)